# Josip Zeba
Josip Zeba (sinh 24 tháng 4 năm 1990) là một cầu thủ bóng đá Croatia thi đấu ở vị trí hậu vệ cho Aluminij.